# نیروی هوایی اتریش
نیروی هوایی اتریش (به آلمانی: Österreichische Luftstreitkräfte) بخش هوایی نیروهای مسلح اتریش است که در ماه مه سال ۱۹۵۵ میلادی با اطمینان بخشیدن به نیروهای متفقین دربارهٔ محدودیت در استفاده از آن از موشک‌های هدایت شونده تشکیل شد.